# Rhizorhina serolis
Rhizorhina serolis is een eenoogkreeftjessoort uit de familie van de Nicothoidae. De wetenschappelijke naam van de soort is voor het eerst geldig gepubliceerd in 1959 door Green.